# 施勞弗高地戰役
施勞弗高地戰役（德語：Schlacht um die Seelower Höhen），是施勞弗-柏林攻勢行動的一部分（1945年4月16日至5月2日）；是第二次世界大戰當中，最後的一場塹壕戰。
戰鬥持續超過3天，從1945年4月16日至19日，大約有100萬名隸屬於白俄羅斯第1方面軍（78,556人屬於波蘭第1軍團）的蘇軍，在格奧爾吉·朱可夫指揮下，攻擊這個“柏林之鎖”，此地由隸屬於德國第9軍團的11萬人據守，該軍團由特奧多爾·布斯指揮，其隸屬於德國維斯瓦河集團軍。
這場戰鬥通常被合併到奧德河-尼斯河戰役裡。施勞弗高地戰鬥為該場戰役裡，進行得最激烈的一場，蘇軍在奧德河及尼斯河數個點進行突破，施勞弗高地只是其中一個戰場，而奧德河-尼斯河戰役只是被視為是柏林戰役的前奏。
戰役結果為德國第9軍團被包圍並爆發哈爾伯戰役。

## 背景
在1945年4月9日柯尼斯堡落入蘇軍手中，這令由康斯坦丁·羅科索夫斯基指揮的白俄羅斯第2方面軍能移向奧德河東岸。在4月的前兩個禮拜，蘇軍做了一次二戰以來最快的調動，白俄羅斯第2方面軍接替白俄羅斯第1方面軍在奧德河下游斯科特到波羅的海的防務，這使得白俄羅斯第1方面軍得以專心負責南半部的攻勢。在另一端，烏克蘭第1方面軍，在伊萬·科涅夫指揮下，將部隊自上西里西亞西北方移至尼斯河。
這3個蘇軍集團共集結了250萬人、6,250輛戰車、7,500架飛機、41,600門大砲或迫擊砲、3,255台喀秋莎火箭砲、以及95,383部車輛。
白俄羅斯第1方面軍擁有9個正規軍團和2個戰車軍團包括77個步兵師、2個騎兵、5個戰車和2個機械化軍，8個砲兵及1個親衛迫擊砲師，以及1個混合砲兵和火箭發射器旅。該方面軍有3,059輛戰車及自走砲，及18,934門火砲及迫擊砲。11個軍團中的8個被部署在奧德河沿岸。在北方，第61軍團和波蘭第1軍團控制了從施韋特至與菲諾運河會合處沿河岸。在科斯琴的蘇軍橋頭堡，第47軍團、第3突擊軍團、第5突擊軍團和第8親衛軍團被集中參加進攻。第69軍團和第33軍團掩護向南至固本的河岸沿線。第2親衛戰車軍團、第3軍團及第1親衛戰車軍團版作為預備隊。第5突擊和第8親衛軍團需直接面對敵軍最強的防禦區，在這裡柏林高速公路通過該高地。
德國第9軍團防守從菲諾運河至固本的戰線，其中包括施勞弗高地。它擁有14個師及法蘭克福要塞、587輛戰車（512輛可以操作、55輛被修理中、20輛被運送途中）、2,625門火砲（包括695門高射砲）。再往南的戰線由德國第4裝甲軍團防守，以對付烏克蘭第1方面軍。
哥特哈德·海因里希將軍在3月20日取代海因里希·希姆萊指揮維斯瓦河集團軍。海因里希是德軍中其中一位最好的防守戰術專家。他正確地預言，蘇聯的重點進攻將集中渡過奧德河和沿施勞弗高地的東-西高速公路。他決定只以小規模前哨戰作為屏幕以防守河岸。相反集中防守施勞弗高地，是奧德河高大約48米的高地及此處能眺望該河流而高速公路在此通過。他把在其他地區的兵力抽調至該高地。在奧德河的洪氾區因春季溶雪而飽和；德軍工兵從上游水庫放水，把平原變成了一片沼澤。在這背後他們建立了3道防線，延伸回柏林。最後一道防線是“沃坦”線，在前線背後10至15英里。這道防線包括反戰車壕溝、反戰車砲陣地、廣泛系列的戰壕和碉堡。

## 戰鬥
4月16日早晨蘇軍以數千門大砲及喀秋莎的轟炸展開攻勢。在日出之前,白俄羅斯第1方面軍渡過奧德河而烏克蘭第1方面軍亦渡過尼斯河並開啟攻勢。 白俄羅斯第1方面軍擁有較大力量，但亦要面對大量德軍。
白俄羅斯第1方面軍的第一波攻擊對他們而言成了災難，海因里希及布塞預料到蘇軍的攻勢並將部隊自第一道防線撤離，遍地的沼澤亦形成了很大的阻礙。在德軍的反擊下，蘇軍傷亡慘重。由於受到挫折，朱可夫投入了預備隊，這些預備隊原本是要等蘇軍取得突破後才要使用。到了黃昏時，蘇軍僅前進了4至6公里（來自第3突擊軍團的第77軍前進了8公里），不過德軍的第2道防線仍維持完整。朱可夫被迫向上級報告戰鬥並未如預期順利。然而，在南方的烏克蘭第1方面軍卻按計畫順利進行。為了刺激朱可夫，史達林告訴朱可夫將會要求科涅夫率領部隊北上，直攻柏林。

#### 4月16日的損失[12]
| 軍團 | 第1親衛戰車 | 第2親衛戰車 | 第61  | 第47  | 第3突擊 | 第5突擊 | 第8親衛 | 第69    | 第33 |
| ---- | ----------- | ----------- | ----- | ----- | ------- | ------- | ------- | ------- | ---- |
| 陣亡 | 26人        | ?           | 94人  | 169人 | 158人   | 369人   | ?       | 312人   | ?    |
| 受傷 | 117人       | ?           | 204人 | 977人 | 483人   | 1,298人 | ?       | 1,417人 | ?    |

裝甲部隊損失：71輛戰車或自走砲被擊毀、77輛被擊傷、40輛為戰鬥外損傷（故障，困在沼澤）。
第二天白俄羅斯第1方面軍按計畫持續發動進攻。在4月17日黃昏時，德軍的第二道防線被第5突擊軍團及第2戰車軍團突破。在右翼，隸屬於第8軍團的第4軍，以及隸屬於第1戰車軍團的第11戰車軍，亦突破了防線。第3以及第47突擊軍團又前進了4到8公里。

#### 4月17日的損失[13]
| 軍團 | 第1親衛戰車 | 第2親衛戰車 | 第61  | 第47    | 第3突擊 | 第5突擊 | 第8親衛 | 第69    | 第33 |
| ---- | ----------- | ----------- | ----- | ------- | ------- | ------- | ------- | ------- | ---- |
| 陣亡 | 38人        | ?           | 119人 | 210人   | 113人   | 615人   | ?       | 308人   | ?    |
| 受傷 | 175人       | ?           | 284人 | 1,251人 | 417人   | 2,034人 | ?       | 1,276人 | ?    |

裝甲部隊損失：79輛戰車或自走砲被擊毀、85輛被擊傷、15輛為戰鬥外損傷。
但是在南方，烏克蘭第1方面軍把由費迪南德·舍納爾指揮的德國中央集團軍的左翼第4裝甲軍團迫退。舍爾納保留2個裝甲師預備隊在南面以掩護中路，而不是使用它們來支援第4裝甲軍團。這是在戰役中的轉折點，因為維斯瓦河集團軍和中央集團軍的右翼及中路的陣地已變得站不住腳。除非他們後退至與第4裝甲軍團成一直線，否則他們將面臨被包圍。
實際上，科涅夫成功的攻擊在施勞弗高地以南舍爾納貧弱的防守，是與海因里西優越的防守有關。
4月18日一個成功的攻勢發展到達主要突擊集團第5突擊及第8親衛軍團的界線。施勞弗高地被蘇軍自北面繞過，期間蘇軍受到德軍的反擊（親衛隊第11「北地」裝甲擲彈兵師、親衛隊第23「尼德蘭」裝甲擲彈兵師和親衛隊第103重型戰車營）。蘇軍在黃昏來臨前前進了3到5公里，右翼則前進了3到8公里，白俄羅斯第1方面軍並抵達德軍的最後一道防線。

#### 4月18日的損失[14]
| 軍團 | 第1親衛戰車 | 第2親衛戰車 | 第61  | 第47  | 第3突擊 | 第5突擊 | 第8親衛 | 第69  | 第33 |
| ---- | ----------- | ----------- | ----- | ----- | ------- | ------- | ------- | ----- | ---- |
| 陣亡 | 90人        | ?           | 95人  | 156人 | 119人   | ?       | ?       | 88人  | ?    |
| 受傷 | 355人       | ?           | 365人 | 625人 | 416人   | ?       | ?       | 297人 | ?    |

裝甲部隊損失：65輛戰車或自走砲被擊毀、86輛被擊傷、13輛為戰鬥外損傷。
第4天的4月19日，白俄羅斯第1方面軍衝破了施勞弗高地最後的防線，而且他們與柏林之間只有殘破的德軍編隊。第9軍團和第4裝甲軍團的殘餘被白俄羅斯第1方面軍及烏克蘭第1方面軍的單位包圍，當時烏克蘭第1方面軍陣線已經突破戰線及轉向北方。烏克蘭第1方面軍的其它軍團爭雙向西競賽以與美軍會師。截至19日日終時，德軍東部戰線已經不復存在。所餘的只是仍在抵抗的包圍圈。

#### 4月19日的損失[16]
| 軍團 | 第1親衛戰車 | 第2親衛戰車 | 第61  | 第47    | 第3突擊 | 第5突擊 | 第8親衛 | 第69  | 第33 |
| ---- | ----------- | ----------- | ----- | ------- | ------- | ------- | ------- | ----- | ---- |
| 陣亡 | 135人       | ?           | 86人  | 287人   | 166人   | ?       | ?       | 204人 | ?    |
| 受傷 | 678人       | ?           | 363人 | 1,112人 | 594人   | ?       | ?       | 652人 | ?    |

裝甲部隊損失：105輛戰車及自走砲被棄置、76輛被擊毀、8輛是其它原因。
- 第1親衛、第47、第61、第69及第3突擊軍團從4月16日－4月19日的損失：3,957人陣亡、15,590人受傷。
- 第33軍團從4月15日－4月20日的損失：1,687人陣亡、 7,213人受傷、128人失蹤、13人非戰鬥傷亡、206人染病[17]。
- 第5突擊軍團從4月11日－4月30日的損失：3,628人陣亡、13,702人受傷、60人失蹤、476人為其它原因[18]。
- 第8親衛軍團從4月16日－4月20日的損失：1,2000－13,000人傷亡[19]。
- 第2親衛戰車軍團（只有3個軍參戰）從4月16日4月21日的損失－265人陣亡、1,530人受傷[20]。

## 總結

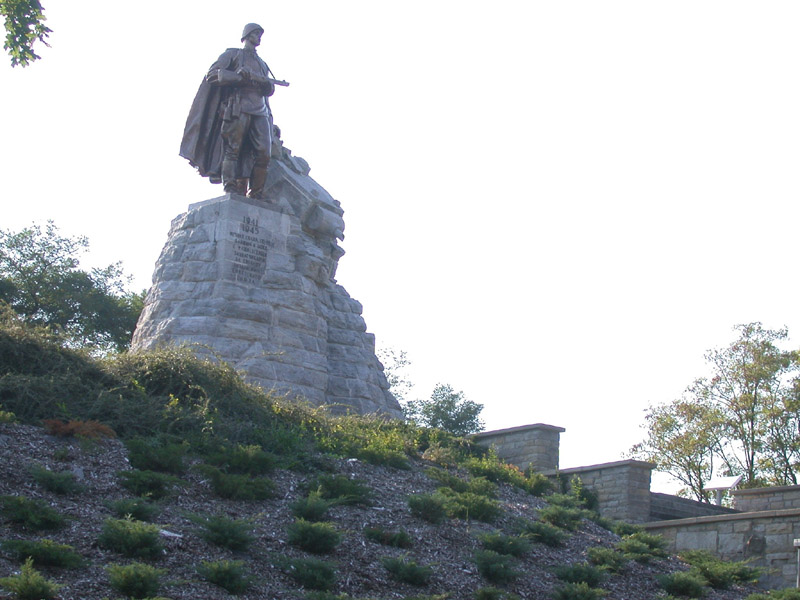
在施勞弗高地的雕像。

在施勞弗高地上的防線是柏林以外最後一條主要防線。海因里希將軍曾表示在施勞弗高地的戰役在沒有增援的情況下只可能堅持3或4天。在第4天，4月19日，進入柏林的道路（向西長90公里）仍然開放。到4月23日，柏林被完全包圍和柏林戰役進入最後階段。兩個星期之內阿道夫·希特勒自殺和在歐洲的戰爭得以完全結束。
戰爭結束後，朱可夫的批評者說，他應該在直接沿高速公路進入柏林時已經暫停白俄羅斯第1方面軍的攻擊，及經由烏克蘭第1方面軍的戰線渡過尼斯河。這將避開在施勞弗高地上強大的德軍，避免了大量人員傷亡和延誤了向柏林的推進。但是，白俄羅斯第1方面軍集中在一條非常狹窄的戰線，因此這樣的動作可能是不可能的。其他方面軍的指揮官，也可以及已經繞過主要的防線。

## 外部連結
- Battle of the Seelow Heights on The History Net

ฦ